# آمازون شانه‌زرد
آمازون شانه‌زرد (نام علمی: Amazona barbadensis) نام یک گونه از سرده طوطی آمازون است.